# 科尔特斯 (纳瓦拉)
科尔特斯（西班牙語：Cortes）是西班牙纳瓦拉的一个市镇。总面积37平方公里，总人口3227人（2001年），人口密度87人/平方公里。